# Linzer Aach
Die Linzer Aach ist ein rund 52 Kilometer langer, nördlicher bzw. rechter Zufluss des Bodensees und damit des Rheins im baden-württembergischen Linzgau in Deutschland.

## Namen
Die Linzer Aach trug wohl ursprünglich den Namen Linz, der auf einen keltischen Flussnamen Lentia zurückgeht. Nach dem Fluss wurde der alemannische Teilstamm der Lentienser und, ähnlich wie bei anderen Flüssen, die umgebende Landschaft Linzgau (eine frühmittelalterliche Grafschaft) benannt.
Wie nachfolgend ausgeführt, wird der heute Linzer Aach genannte Fluss in seinem Mittellauf auch Salemer Aach bzw. Hintere Aach und in seinem Unterlauf und Mündungsbereich Seefelder Aach genannt.

## Verlauf

### Quelle
Die Aach entspringt keiner einzelnen Quelle, ihr Wasser tritt an ihrem Ursprung im Herdwanger Ried, einem Moorgebiet zwischen Herdwangen und Alberweiler im Landkreis Sigmaringen, aus verschiedenen Drainageleitungen zu einer Dole zusammen.

### Linzer Aach
Von dort fließt sie durch das bei Ruhestetten (südlicher Gemeindeteil von Wald) gelegene Naturschutzgebiet Ruhestetter Ried, wobei sie ihre ersten Kilometer in nordöstlicher Richtung zu und durch Aach-Linz westsüdwestlich von Pfullendorf verläuft. Dabei tangiert sie die Orte Aach im Norden und Linz im Süden. Danach macht sie einen langgestreckten Rechtsbogen, um in entgegengesetzter Richtung zurück durch den Südteil von Linz zu fließen. Anschließend vorbei am kleinen Grimiswald verlaufend nimmt die Linzer Aach südlich von Lautenbach, ein nordöstlicher Gemeindeteil Herdwangen-Schönachs, den von Westen kommenden Herdenbach auf, und fließt fortan in überwiegend südlicher Richtung. Bei Schönach mündet der aus Richtung Südwesten heran fließende Wäschbach ein.
Unterhalb Schönachs tritt die Linzer Aach in den Aachtobel ein, ein steiles bewaldetes Tal bei Taisersdorf und Hohenbodman (nordöstlicher Gemeindeteil von Owingen), das von der Aach in den weichen Molassesandstein geschnitten wird und als Naturschutzgebiet ausgewiesen ist; ab dem Aachtobel verläuft die Linzer Aach im Bodenseekreis. Vom Aussichtsturm der Ruine Hohenbodman (658 m ü. NN), die knapp 200 Meter südlich von Hohenbodman liegt, kann die Aussicht über Teile des Tobels genossen werden, der zwischen Bruckfelden (westlicher Gemeindeteil von Frickingen) im Norden und Lippertsreute (nordöstlicher Stadtteil von Überlingen) im Süden endet.

### Salemer Aach
Ab diesen zwei Ortschaften durchfließt die Linzer Aach das Salemer Tal. Darin passiert sie unter anderem den Kernort von Frickingen und das Schloss Salem rund anderthalb Kilometer nördlich von Salem, wird vom Stefansfelder Kanal begleitet, der von der Linzer Aach abzweigt und östlich von Buggensegel wieder auf diese stößt, und fließt durch den Kernort der Gemeinde Salem. Ab hier wird der Fluss auch Salemer Aach genannt.
Wenige Hundert Meter nordöstlich des Weilers Wehhausen (zu Salem) mündet die aus Richtung Norden kommende Deggenhauser Aach in die Linzer Aach. Anschließend macht sie bei Ahausen (westlicher Gemeindeteil von Bermatingen), wo sie auch Hintere Aach genannt wird, einen langgestreckten Rechtsbogen, um schließlich überwiegend westwärts zu fließen.

### Seefelder Aach
In ihrem Unterlauf und dem Mündungsbereich, auch Seefelder Aach genannt, verläuft die Linzer Aach nach Uhldingen-Mühlhofen, wo sie zwischen der Ortschaft Unteruhldingen (südwestlicher Gemeindeteil von Uhldingen-Mühlhofen) im Süden und dem Weiler Seefelden (westlicher Gemeindeteil von Uhldingen-Mühlhofen) im Norden im Naturschutzgebiet Seefelder Aachmündung in den Überlinger See (Nordwestteil vom Obersee des Bodensees) und damit in den Rhein mündet.

## Pegel
In Uhldingen befindet sich bei Flusskilometer 2,350 der Pegel Uhldingen / Seefelder Aach der Hochwasservorhersagezentrale Baden-Württemberg und der Landesanstalt für Umwelt, Messungen und Naturschutz Baden-Württemberg (LUBW); Betreiber ist das Regierungspräsidium Tübingen. Die Pegelnullpunkthöhe liegt bei 397,61 m ü. NN, das Einzugsgebiet umfasst 271 km².
Statistische Werte
| Stand / Abfluss                                              | m    | m³/s |
| Mittelwert Wasserstand                                       | 0,59 |      |
| Niedrigster Wasserstand der Jahre 1985–2003 am 14. Juni 1997 | 0,31 |      |
| 50-jähriger Hochwasserstand/-abfluss                         | 2,66 | 67,6 |
| 100-jähriger Hochwasserstand/-abfluss                        | 2,89 | 76,2 |
| Niedrigster Abfluss der Jahre 1985–2003 am 28. August 2003   |      | 1,00 |
| Mittelwert Abfluss                                           |      | 3,17 |

## Wasserscheide

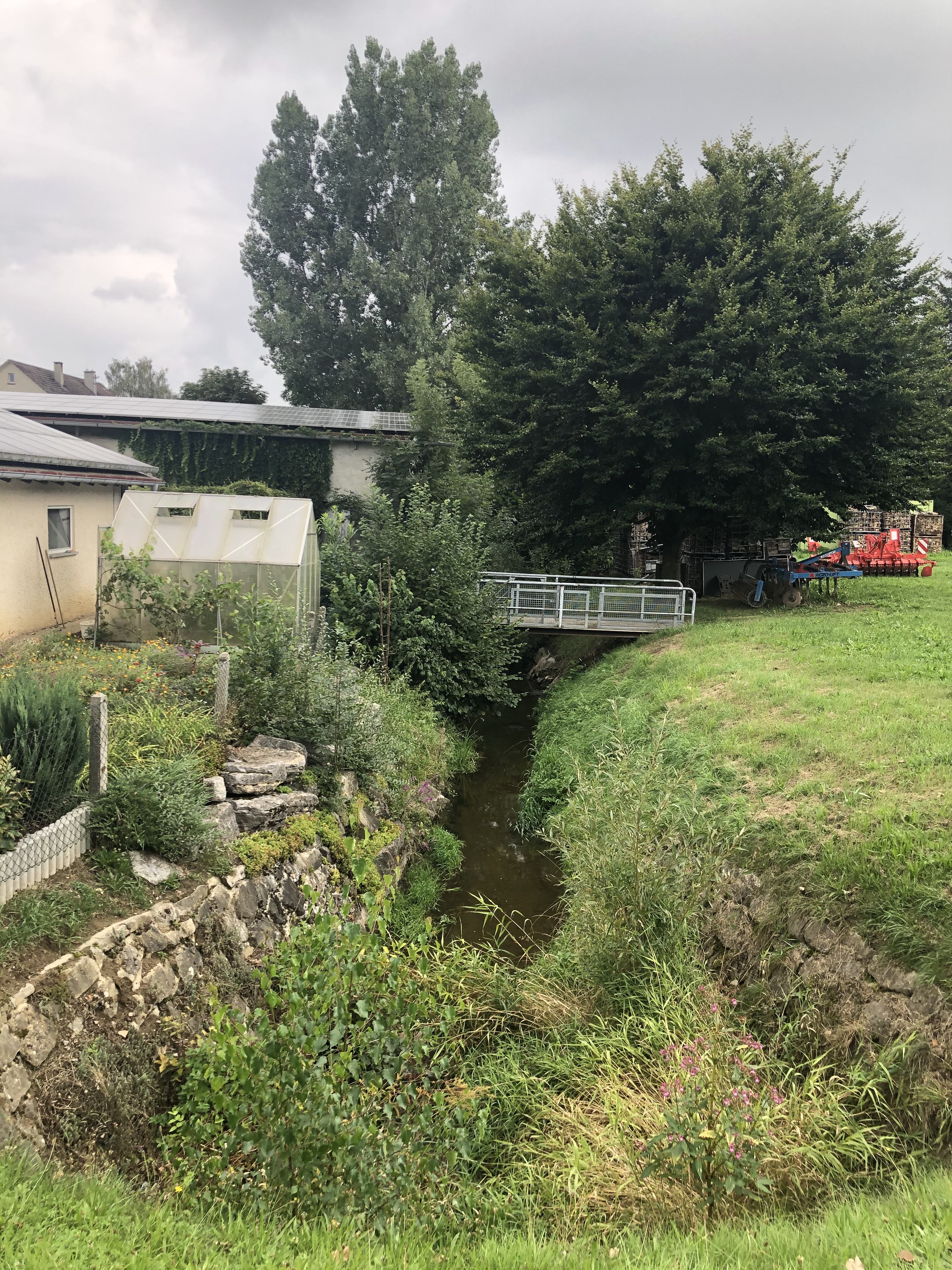
Linzer Aach in Aach-Linz

Das „Quellgebiet“ der Linzer Aach liegt auf der Rhein-Donau-Wasserscheide, die ein Teil der europäischen Hauptwasserscheide ist. Die Linzer Aach fließt in überwiegend südlicher Richtung in den Bodensee und damit über den Rhein in die Nordsee; der etwas weiter nördlich des Quellgebietes der Aach entspringende Kehlbach entwässert in zumeist nördlicher Richtung verlaufend über die Fließgewässer Andelsbach und Ablach in die Donau und damit in das Schwarze Meer.